# Igeltjärnen (Järnskogs socken, Värmland)
Igeltjärnen är en sjö i Eda kommun i Värmland och ingår i Göta älvs huvudavrinningsområde. Sjöns area är 0,017 kvadratkilometer och den befinner sig 205 meter över havet.